# Amt Haldern
Das Amt Haldern war bis 1975 ein Amt im Kreis Rees in Nordrhein-Westfalen. Es ging aus der Bürgermeisterei Haldern hervor. Sein Gebiet liegt heute im nordrhein-westfälischen Kreis Kleve.

## Bürgermeisterei Haldern
Das Gebiet des späteren Kreises Rees gehörte vor der Franzosenzeit zum Herzogtum Kleve, das seit dem 17. Jahrhundert zu Preußen gehörte. Durch den Frieden von Tilsit musste Preußen 1807 auf seine Besitzungen westlich der Elbe verzichten. Der rechtsrheinische Teil des Herzogtums Kleve fiel dadurch im Januar 1808 an den französischen Satellitenstaat Großherzogtum Berg und gehörte dort zum Arrondissement Essen. Das Gebiet war nach französischem Muster in die drei Kantone Emmerich, Rees und Ringenberg gegliedert. In den Kantonen wurden als unterste Verwaltungsebene Mairien (Bürgermeistereien) eingerichtet, darunter auch die Mairie Haldern im Kanton Rees. Ende 1810 wurde das Gebiet von Frankreich annektiert und 
gehörte nun zum Arrondissement Rees des Départements Lippe.

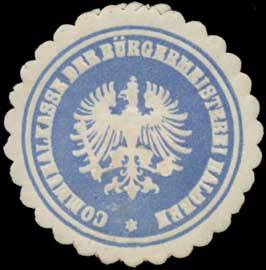
Siegelmarke Bürgermeisterei Haldern

Nachdem 1814 das Gebiet des alten Herzogtums Kleve wieder an Preußen gefallen war, wurde aus der Mairie Haldern die preußische Bürgermeisterei Haldern, die 1816 zum neuen Kreis Rees in der Provinz Jülich-Kleve-Berg, der späteren Rheinprovinz kam.
Die Bürgermeisterei Haldern umfasste sechs Gemeinden:
- Groin
- Haffen-Mehr
- Haldern
- Heeren-Herken
- Loikum
- Wertherbruch

## Amt Haldern

Karte des Amtes Haldern

Am Ende des Jahres 1927 wurde die Bezeichnung aller rheinischen Landbürgermeistereien in „Amt“ geändert. Die Bürgermeisterei Haldern hieß seitdem Amt Haldern.
Zum 1. Januar 1975 wurde das Amt Haldern durch das Niederrhein-Gesetz aufgelöst. Groin, Haffen-Mehr, Haldern und Heeren-Herken wurden in die Stadt Rees eingemeindet; Loikum und Wertherbruch in die Gemeinde Hamminkeln. Rees kam zum Kreis Kleve und Hamminkeln zum neuen Kreis Wesel.

## Einwohnerentwicklung
| Jahr        | Einwohner   | Quelle      |
| Bm. Haldern | Bm. Haldern | Bm. Haldern |
| ----------- | ----------- | ----------- |
| 1828        | 4.913       | [ 5 ]       |
| 1871        | 6.093       | [ 6 ]       |
| 1885        | 5.922       | [ 7 ]       |
| 1895        | 6.212       | [ 8 ]       |
| 1910        | 6.609       | [ 9 ]       |
| Amt Haldern |             |             |
| 1933        | 7.183       | [ 10 ]      |
| 1939        | 7.415       | [ 10 ]      |
| 1950        | 8.575       | [ 11 ]      |
| 1961        | 8.678       | [ 12 ]      |
| 1970        | 10.035      | [ 13 ]      |

## Bürgermeister
- 1815–182200Johann Gottfried von Manger
- 1824–185800Johann Theodor Fuchs
- 1858–187500Aloys Reygers
- 1876–188900Opderbeck
- 1889–190000Hollands
- 1901–000000Hugo Oostendorp
- 1969–197000Wilhelm Oploh
- 1970–197400Wilhelm Schlütter
- 1974–197500Wilhelm Buckermann

(ab 1928 Amtsbürgermeister)